# Die Fledermaus (film 1923)
Die Fledermaus è un film muto del 1923 diretto da Max Mack.
Il soggetto è tratto dall'operetta Die Fledermaus (Il pipistrello) di Johann Strauss II (libretto di Richard Genée e Carl Haffner): Falke gioca un brutto tiro all'amico Eisenstein per vendicarsi di uno scherzo, da lui assai poco gradito, di cui era stato oggetto qualche tempo prima.

## Produzione
Il film fu prodotto dalla Maxim-Film GmbH.

## Distribuzione
Il film venne presentato in prima a Monaco di Baviera in marzo e a Berlino, all'Alhambra, il 13 aprile 1923.